# Межконтинентальный кубок по футболу 1967
Межконтинентальный кубок 1967 — трёхматчевое противостояние победителя Кубка европейских чемпионов сезона 1966/67 шотландского «Селтика» и аргентинского «Расинга» — обладателя Кубка Либертадорес 1967.
Первый матч, состоявшийся 18 октября 1967 года на стадионе «Хэмпден Парк» в Глазго, закончился минимальной победой «кельтов» — 1:0. Через две недели команды встретились вновь, на этот раз на домашнем стадионе «Расинга» — «Эль Силиндро». Во втором матче сильнее оказались футболисты аргентинского клуба, праздновавшие победу 2:1 — голы у «Академии» забили Норберто Раффо и Хуан Карлос Карденас, у шотландцев единственный мяч провёл Томми Геммелл, реализовавший пенальти. Таким образом, общий счёт встреч стал 2:2, и по футбольным правилам того времени победитель должен был определиться по итогам третьего поединка. Местом проведения матча был выбран уругвайский город Монтевидео — там 4 ноября на арене «Сентенарио» команды в третий раз сошлись в борьбе за трофей. Благодаря единственному голу в исполнении Карденаса «Расинг» победил 1:0 и стал обладателем Межконтинентального кубка.

## Отчёты о матчах

### Первый матч
Первый матч между шотландским «Селтиком» и аргентинским «Расингом» был сыгран 18 октября 1967 года на стадионе «Хэмпден Парк» в Глазго. За встречей наблюдало 103 тысячи зрителей. Поединок прошёл при почти подавляющем преимуществе «кельтов» — они много атаковали и ещё в первом тайме создали шесть верных моментов для взятия ворот голкипера «Академии» Агустина Сехаса. У аргентинцев по большому счёту был всего лишь один голевой эпизод за весь матч — в конце первой половины игры после ошибки защитников «Селтика» на «рандеву» с Ронни Симпсоном убежал нападающий Хуан Хосе Родригес. В этой дуэли шотландский вратарь был на высоте, сумевший парировать сильный удар форварда. Аргентинцы попытались найти «противоядие» против неудачно складывающейся для них игры — футболисты «Расинга» начали провоцировать своих оппонентов из Глазго ударами по ногам и плевками за спиной главного арбитра встречи испанца Хуана Гардесабаля. Особенно в этом усердствовал полузащитник Карденас. В частности в одном из подобных эпизодов сильное рассечение лба получил форвард «Селтика» Джимми Джонстон, который был вынужден доигрывать матч с толстым слоем бинтов на голове. Но «кельты» в итоге добились всё же своего — на 69-й минуте поединка после навеса с углового в исполнении Джона Хьюза ворота «Расинга» поразил капитан глазговцев Билли Макнилл. При этом сразу после гола лидер «Селтика» получил сильный удар локтем в область глаза от одного из защитников «Академии».

#### Отчёт о матче
| Селтик      | 1:0   | Расинг (Авельянеда) |
| ----------- | ----- | ------------------- |
| Макнилл 69′ | Отчёт |                     |

| СЕЛТИК:         |  |                   |
|                 |  |                   |
| GK              |  | Ронни Симпсон     |
| DF              |  | Джим Крейг        |
| DF              |  | Томми Геммелл     |
| DF              |  | Джон Кларк        |
| DF              |  | Билли Макнилл (к) |
| MF              |  | Бобби Мердок      |
| MF              |  | Берти Олд         |
| FW              |  | Джимми Джонстон   |
| FW              |  | Вилли Уоллес      |
| FW              |  | Джон Хьюз         |
| FW              |  | Бобби Леннокс     |
| Главный тренер: |  |                   |
| Джок Стейн      |  |                   |

| РАСИНГ:           |  |                      |
|                   |  |                      |
| GK                |  | Агустин Сехас        |
| DF                |  | Роберто Перфумо      |
| DF                |  | Рубен Диас           |
| DF                |  | Оскар Мартин (к)     |
| DF                |  | Альфио Басиле        |
| MF                |  | Хуан Карлос Рулли    |
| MF                |  | Хуан Карлос Карденас |
| MF                |  | Умберто Маскио       |
| FW                |  | Хуан Хосе Родригес   |
| FW                |  | Мигель Мори          |
| FW                |  | Норберто Раффо       |
| Главный тренер:   |  |                      |
| Хуан Хосе Писсути |  |                      |

### Второй матч
Вторая встреча между «Селтиком» и «Расингом» состоялась 1 ноября того же года на домашней арене «Академии», стадионе «Эль Силиндро». «Кельты» добирались до Буэнос-Айреса самолётом, любезно предоставленным аргентинской стороной в лице авиакомпании «Aerolíneas Argentinas», сам перелёт занял 20 часов. Также вместе со своей командой на матч прибыло большое количество шотландских болельщиков.
В сам день игры аргентинская полиция уделила гостям большое внимание — команду и фанатов под усиленным конвоем препроводили из гостиницы на стадион. Далее по невыясненным причинам органы правопорядка начали загонять поклонников «бело-зелёных» на трибуну, уже занятую болельщиками «Расинга». Сразу же вспыхнула драка между фанатами, погасить которую смогло лишь вмешательство представителей клубов и полиции. В итоге болельщикам «Селтика» был выделен отдельный сектор. Но страсти на трибунах не утихали — практически прямо перед началом поединка запущенная с аргентинской «террасы» ракета попала в голову голкиперу «кельтов» Ронни Симпсону. Травма вратаря оказалось серьёзной, вследствие чего тренеры «Селтика» были вынуждены срочно вносить в стартовый протокол изменения, выпуская на поле запасного стража ворот Джона Фэллона.
Начало матча прошло под преимуществом «бело-зелёных», которые смогли преобразовать его в гол — на 21-й минуте в штрафной «Расинга» был сбит Джимми Джонстон. Назначенный пенальти уверенно реализовал защитник Томми Геммелл. После этого аргентинцы сумели переломить ход игры и вскоре добились успеха — точный результативный удар нанёс Норберто Раффо. Первый тайм так и закончился с ничейным счётом 1:1. Вскоре после начала второй половины встречи «Расинг» вновь смог поразить ворота Джона Фэллона, автором гола стал Хуан Карлос Карденас. Несмотря на отчаянные атаки «Селтика», защита «Академии» вкупе с уверенной игрой голкипера Сехаса сумела удержать для аргентинцев победный результат — 2:1. В то время регламент не предусматривал преимущество во встречах за счёт голов дома и на выезде, соответственно, по итогам двух поединков был зафиксирован ничейный итог 2:2.
После матча в отеле, где остановилась шотландская команда прошло срочное совещание о времени и месте проведения третьей, решающей игры. Представители «Селтика» настаивали на том, что «кельтам» следует лететь обратно в Европу и там ждать официального решения ФИФА. Однако после вмешательства в дискуссию главного тренера «бело-зелёных» Джока Стейна, который придерживался диаметрально противоположной точки зрения, официальные лица глазговцев дали «обратный ход». Было принято совместное с «Расингом» решение решающий матч провести через три дня на нейтральном поле в столице Уругвая, Монтевидео.

#### Отчёт о матче
| Расинг (Авельянеда)      | 2:1   | Селтик             |
| ------------------------ | ----- | ------------------ |
| Раффо 33′ · Карденас 48′ | Отчёт | Геммелл 21′ (пен.) |

| РАСИНГ:           |  |                      |
|                   |  |                      |
| GK                |  | Агустин Сехас        |
| DF                |  | Роберто Перфумо      |
| DF                |  | Нельсон Чабай        |
| DF                |  | Оскар Мартин (к)     |
| DF                |  | Альфио Басиле        |
| MF                |  | Хуан Карлос Рулли    |
| MF                |  | Хуан Карлос Карденас |
| FW                |  | Жуан Кардозо         |
| FW                |  | Хуан Хосе Родригес   |
| FW                |  | Мигель Мори          |
| FW                |  | Норберто Раффо       |
| Главный тренер:   |  |                      |
| Хуан Хосе Писсути |  |                      |

| СЕЛТИК:         |  |                   |
|                 |  |                   |
| GK              |  | Джон Фэллон       |
| DF              |  | Джим Крейг        |
| DF              |  | Томми Геммелл     |
| DF              |  | Джон Кларк        |
| DF              |  | Билли Макнилл (к) |
| DF              |  | Вилли О’Нил       |
| MF              |  | Бобби Мердок      |
| FW              |  | Джимми Джонстон   |
| FW              |  | Вилли Уоллес      |
| FW              |  | Стиви Чалмерс     |
| FW              |  | Бобби Леннокс     |
| Главный тренер: |  |                   |
| Джок Стейн      |  |                   |

### Третий матч
В виду близости Уругвая и Аргентины на матч в Монтевидео добралось большое количество болельщиков «Расинга» (30-40 тысяч), соответственно, на стадионе «Сентенарио», где публики собралось около 65 тысяч, «Академия» имела некое психологическое преимущество. На матч был назначен парагвайский арбитр Родольфо Осорио, что «развязало руки» аргентинским футболистам, принявшимся с самого стартового свистка при попустительстве судьи откровенно грубить. В середине первого тайма чуть не вспыхнула массовая драка между командами, после чего рефери был вынужден провести с капитанами «Селтика» и «Расинга» серьёзный разговор о недопустимости подобного поведения. Это не помогло — на поле тут и там продолжали вспыхивать стычки, а сам судья, потеряв нить игры, принялся фиксировать все мало-мальские столкновения. Ещё до перерыва он удалил пятерых футболистов — четверых из состава «Селтика» и одного аргентинца. Наиболее точно происходившее на поле выражено в отрывке из отчёта о матче журналиста Фрэнсиса Тибо из газеты «Mirror»: 
Джимми Джонстон двигался с мячом в центре поля. Неожиданно сзади ему в ноги врезался в жёстком подкате капитан аргентинцев Мартин. Джонстон, не удержавшись на ногах, рухнул на Оскара, после чего тот начал корчиться на газоне. Столкновение было вполне обычным, но Осорио принял необъяснимое решение... Он выгнал Джонстона с поля! Это ещё раз доказало, что парагваец не смог справиться со своими эмоциями, по причине того, что он с самого начала матча подвергся жёсткому прессингу со стороны аргентинцев и побоялся погасить все конфликты в зародыше. А его целью должно было быть обратное — защищать футболистов от подобных проявлений агрессии.
Через десять минут после начала второго тайма Карденас забил гол, которого хватило «Расингу» для победы в этой встрече, и, таким образом, аргентинский коллектив впервые в своей истории стал обладателем Межконтинентального кубка.

#### Отчёт о матче
| Расинг (Авельянеда) | 1:0   | Селтик |
| ------------------- | ----- | ------ |
| Карденас 56′        | Отчёт |        |

| РАСИНГ:           |  |                      |  |    |
|                   |  |                      |  |    |
| GK                |  | Агустин Сехас        |  |    |
| DF                |  | Роберто Перфумо      |  |    |
| DF                |  | Нельсон Чабай        |  |    |
| DF                |  | Оскар Мартин (к)     |  |    |
| DF                |  | Альфио Басиле        |  | ?' |
| MF                |  | Хуан Карлос Рулли    |  | ?' |
| MF                |  | Хуан Карлос Карденас |  |    |
| MF                |  | Умберто Маскио       |  |    |
| FW                |  | Жуан Кардозо         |  |    |
| FW                |  | Хуан Хосе Родригес   |  |    |
| FW                |  | Норберто Раффо       |  |    |
| Главный тренер:   |  |                      |  |    |
| Хуан Хосе Писсути |  |                      |  |    |

| СЕЛТИК:         |  |                   |  |    |
|                 |  |                   |  |    |
| GK              |  | Джон Фэллон       |  |    |
| DF              |  | Джим Крейг        |  |    |
| DF              |  | Томми Геммелл     |  |    |
| DF              |  | Джон Кларк        |  |    |
| DF              |  | Билли Макнилл (к) |  |    |
| VF              |  | Берти Олд         |  | ?' |
| MF              |  | Бобби Мердок      |  |    |
| FW              |  | Джимми Джонстон   |  | ?' |
| FW              |  | Вилли Уоллес      |  |    |
| FW              |  | Джон Хьюз         |  | ?' |
| FW              |  | Бобби Леннокс     |  | ?' |
| Главный тренер: |  |                   |  |    |
| Джок Стейн      |  |                   |  |    |

Расшифровка позиций:

GK — вратарь; RB — правый защитник; СВ — центральный защитник; LB — левый защитник; SW — свипер (свободный защитник); RM — правый полузащитник; CM — центральный полузащитник; LM — левый полузащитник; AM — атакующий полузащитник; SS — оттянутый нападающий; CF — центральный нападающий; DF — защитник; MF — полузащитник; FW — нападающий.